# Brittiska Honduras i olympiska sommarspelen 1968
Brittiska Honduras deltog med sju deltagare vid de olympiska sommarspelen 1968 i Mexico City. Ingen av landets deltagare erövrade någon medalj.